# NGC 15
NGC 15 je spiralna galaksija v ozvezdju Pegaza. Njen navidezni sij je 14,67m. Od Sonca je oddaljena približno 83,3 milijonov parsekov, oziroma 271,69 milijonov svetlobnih let.
Galaksijo je odkril Albert Marth 30. oktobra 1864.